# İznik
İznik je obec a okres v turecké provincii Bursa. Žije zde  obyvatel. Leží na pobřeží jezera İznik na prakticky totožném území, kde se rozkládalo historické město Nikaia. Město se nachází 90 kilometrů jihovýchodně od Istanbulu vzdušnou čarou, nicméně po silnici je cesta do města dlouhá asi 200 kilometrů podél İzmitského zálivu. Asi 80 kilometrů od města leží město Bursa. Ve městě se nachází bazilika (dnes mešita) Hagia Sofia, kde se odehrál Druhý nikajský koncil. Později se město stalo typickým pro své hrnčířství. V okresu İznik leží celkem 46 obcí. V dubnu 2012 se ve městě poprvé konal İznický ultramaraton. 

## Historie
Po pádu Konstantinopole postupně zaniklo historické město Nikaia a po několik staletí byl İznik cestovateli popisován postupně jako prakticky zcela opuštěné město, zbytky města, město v ruinách a malá vesnice. Další tvrdou ránou město prošlo během Řecko-turecké války, když jej v roce 1921 vážně poničila Řecká armáda. 